# Therese Persson
Therese Persson, född 15 juli 1986, är en fotbollsspelare från Sverige (försvarare) som spelat i Kristianstads DFF säsongerna 2008 och 2009.